# Fred Stolle
Fred Stolle   (Hornsby, 8 d'octubre de 1938 - Palm Desert, 5 de març de 2025) fou un exjugador, entrenador i comentarista de tennis australià. Era fill del també tennista Sandon Stolle.
En el seu palmarès destacaren dos títols individuals de Grand Slam en vuit finals, deu en dobles masculins en setze finals, i sis més en dobles mixts de dotze finals. En la categoria de dobles masculins va completar el Grand Slam en la carrera ja que va guanyar tots quatre torneigs de Grand Slam, i en dobles mixts es va quedar a les portes ja que només li va mancar el Roland Garros tot i haver disputat tres finals d'aquest torneig. També va formar part de l'equip australià de Copa Davis que va guanyar tres edicions consecutives els anys 1964, 1965 i 1966. L'any 1966 va esdevenir professional.
Després de la seva retirada va exercir com a entrenador de Vitas Gerulaitis entre 1977 i 1983, i posteriorment fou comentarista per la cadena ESPN i altres canals com Fox Sports i Nine Network.
Va ser inclòs a l'International Tennis Hall of Fame l'any 1985, també fou condecorat com a Oficial de l'Orde d'Austràlia el 2005, i fou guardonat amb el premi ITF Philippe Chatrier Award per les seves contribucions al tennis l'any 2020.

## Torneigs de Grand Slam

### Individual: 8 (2−6)
| Resultat  | Núm. | Any  | Torneig                      | Oponent        | Marcador                |
| --------- | ---- | ---- | ---------------------------- | -------------- | ----------------------- |
| Finalista | 1.   | 1963 | Wimbledon                    | Chuck McKinley | 7−9, 1−6, 4−6           |
| Finalista | 2.   | 1964 | Australian Championships     | Roy Emerson    | 3−6, 4−6, 2−6           |
| Finalista | 3.   | 1964 | Wimbledon (2)                | Roy Emerson    | 1−6, 10−12, 6−4, 3−6    |
| Finalista | 4.   | 1964 | US Championships             | Roy Emerson    | 4−6, 2−6, 4−6           |
| Finalista | 5.   | 1965 | Australian Championships (2) | Roy Emerson    | 9−7, 6−2, 4−6, 5−7, 1−6 |
| Guanyador | 1.   | 1965 | Internationaux de France     | Tony Roche     | 3−6, 6−0, 6−2, 6−3      |
| Finalista | 6.   | 1965 | Wimbledon (3)                | Roy Emerson    | 2−6, 4−6, 4−6           |
| Guanyador | 2.   | 1966 | US Championships             | John Newcombe  | 4−6, 12−10, 6−3, 6−4    |

### Dobles masculins: 16 (10−6)
| Resultat  | Núm. | Any  | Torneig                      | Parella      | Oponents                         | Marcador                    |
| --------- | ---- | ---- | ---------------------------- | ------------ | -------------------------------- | --------------------------- |
| Finalista | 1.   | 1961 | Wimbledon                    | Bob Hewitt   | Roy Emerson Neale Fraser         | 4−6, 8−6, 4−6, 8−6, 6−8     |
| Finalista | 2.   | 1962 | Australian Championships     | Bob Hewitt   | Roy Emerson Neale Fraser         | 6−4, 6−4, 1−6, 4−6, 9−11    |
| Guanyador | 1.   | 1962 | Wimbledon                    | Bob Hewitt   | Boro Jovanović Nikola Pilić      | 6−2, 5−7, 6−2, 6−4          |
| Guanyador | 2.   | 1963 | Australian Championships     | Bob Hewitt   | Ken Fletcher John Newcombe       | 6−2, 3−6, 6−3, 3−6, 6−3     |
| Guanyador | 3.   | 1964 | Australian Championships (2) | Bob Hewitt   | Roy Emerson Ken Fletcher         | 6−4, 7−5, 3−6, 4−6, 14−12   |
| Guanyador | 4.   | 1964 | Wimbledon (2)                | Bob Hewitt   | Roy Emerson Ken Fletcher         | 7−5, 11−9, 6−4              |
| Finalista | 3.   | 1965 | Australian Championships (2) | Roy Emerson  | John Newcombe Tony Roche         | 6−3, 6−4, 11−13, 3−6, 4−6   |
| Guanyador | 5.   | 1965 | Internationaux de France     | Roy Emerson  | Ken Fletcher Bob Hewitt          | 6−8, 6−3, 8−6, 6−2          |
| Guanyador | 6.   | 1965 | US Championships             | Roy Emerson  | Frank Froehling Charles Pasarell | 6−4, 10−12, 7−5, 6−3        |
| Guanyador | 7.   | 1966 | Australian Championships (3) | Roy Emerson  | John Newcombe Tony Roche         | 7−9, 6−3, 6−8, 14−12, 12−10 |
| Guanyador | 8.   | 1966 | US Championships (2)         | Roy Emerson  | Clark Graebner Dennis Ralston    | 6−4, 6−4, 6−4               |
| Guanyador | 9.   | 1968 | Roland Garros (2)            | Ken Rosewall | Roy Emerson Rod Laver            | 6−3, 6−4, 6−3               |
| Finalista | 4.   | 1968 | Wimbledon (2)                | Ken Rosewall | John Newcombe Tony Roche         | 6−3, 6−8, 7−5, 12−14, 3−6   |
| Finalista | 5.   | 1969 | Open d'Austràlia (3)         | Ken Rosewall | Rod Laver Roy Emerson            | 4−6, 4−6                    |
| Guanyador | 10.  | 1969 | US Open (3)                  | Ken Rosewall | Charles Pasarell Dennis Ralston  | 2−6, 7−5, 13−11, 6−3        |
| Finalista | 6.   | 1970 | Wimbledon (3)                | Ken Rosewall | John Newcombe Tony Roche         | 8−10, 3−6, 1−6              |

### Dobles mixts: 12 (6−6)
| Resultat  | Núm. | Any  | Torneig                      | Parella          | Oponents                           | Marcador           |
| --------- | ---- | ---- | ---------------------------- | ---------------- | ---------------------------------- | ------------------ |
| Guanyador | 1.   | 1961 | Wimbledon                    | Lesley Turner    | Edda Buding Robert Howe            | 11−9, 6−2          |
| Guanyador | 2.   | 1962 | Australian Championships     | Lesley Turner    | Darlene Hard Roger Taylor          | 6−3, 9−7           |
| Finalista | 1.   | 1962 | Internationaux de France     | Renee Schuurman  | Lesley Turner Robert Howe          | 6−3, 4−6, 4−6      |
| Guanyador | 3.   | 1962 | US Championships             | Margaret Smith   | Lesley Turner Frank Froehling      | 7−5, 6−2           |
| Finalista | 2.   | 1963 | Australian Championships     | Lesley Turner    | Margaret Smith Ken Fletcher        | 5−7, 7−5, 4−6      |
| Finalista | 3.   | 1963 | Internationaux de France (2) | Lesley Turner    | Margaret Smith Ken Fletcher        | 1−6, 2−6           |
| Finalista | 4.   | 1964 | Internationaux de France (3) | Lesley Turner    | Margaret Smith Ken Fletcher        | 3−6, 4−6           |
| Guanyador | 4.   | 1964 | Wimbledon (2)                | Lesley Turner    | Margaret Smith Ken Fletcher        | 6−4, 6−4           |
| Guanyador | 5.   | 1965 | US Championships (2)         | Margaret Smith   | Judy Tegart Frank Froehling        | 6−4, 6−4           |
| Finalista | 5.   | 1969 | Open d'Austràlia (2)         | Ann Haydon-Jones | Margaret Smith Court Marty Riessen | Final no disputada |
| Guanyador | 6.   | 1969 | Wimbledon (3)                | Ann Haydon-Jones | Judy Tegart Tony Roche             | 6−2, 6−3           |
| Finalista | 6.   | 1975 | US Open                      | Billie Jean King | Rosie Casals Dick Stockton         | 3−6, 7−6, 3−6      |

## Palmarès

### Individual: 21 (9−12)
| Títols per superfície |
| --------------------- |
| Dura (0−2)            |
| Gespa (3−6)           |
| Terra batuda (2−1)    |

| Resultat  | Núm. | Data                   | Torneig                             | Superfície   | Oponent            | Marcador                |
| --------- | ---- | ---------------------- | ----------------------------------- | ------------ | ------------------ | ----------------------- |
| Finalista | 1.   | 24 de juny de 1963     | Wimbledon, Regne Unit               | Gespa        | Chuck McKinley     | 7−9, 1−6, 4−6           |
| Finalista | 2.   | 1964                   | Roma, Itàlia                        | Terra batuda | Jan-Erik Lundqvist | 6−1, 5−6, 3−6, 6−1      |
| Finalista | 3.   | 1964                   | Canadà, Canadà                      |              | Roy Emerson        | 6−2, 6−4, 4−6, 3−6, 4−6 |
| Finalista | 4.   | 13 de gener de 1963    | Australian Championships, Austràlia | Gespa        | Roy Emerson        | 3−6, 4−6, 2−6           |
| Finalista | 5.   | 22 de juny de 1964     | Wimbledon (2)                       | Gespa        | Roy Emerson        | 1−6, 10−12, 6−4, 3−6    |
| Finalista | 6.   | 2 de setembre de 1964  | US Championships, Estats Units      | Gespa        | Roy Emerson        | 4−6, 2−6, 4−6           |
| Finalista | 7.   | 22 de gener de 1965    | Australian Championships (2)        | Gespa        | Roy Emerson        | 9−7, 6−2, 4−6, 5−7, 1−6 |
| Guanyador | 1.   | 1965                   | South Orange, Estats Units          |              | Roy Emerson        | 6−3, 2−6, 6−4, 6−4      |
| Guanyador | 2.   | 17 de maig de 1965     | Internationaux de France, França    | Terra batuda | Tony Roche         | 3−6, 6−0, 6−2, 6−3      |
| Finalista | 8.   | 21 de juny de 1965     | Wimbledon (3)                       | Gespa        | Roy Emerson        | 2−6, 4−6, 4−6           |
| Finalista | 9.   | 19 de setembre de 1965 | Fort Worth, Estats Units            | Dura         | Arthur Ashe        | 3−6, 4−6                |
| Guanyador | 3.   | 1966                   | Berkeley, Estats Units              |              | Charlie Pasarell   | 6−4, 2−6, 6−4           |
| Guanyador | 4.   | 1966                   | Hamburg, Alemanya Occidental        | Terra batuda | István Gulyás      | 2−6, 7−5, 6−1, 6−2      |
| Guanyador | 5.   | 1 de setembre de 1966  | US Championships                    | Gespa        | John Newcombe      | 4−6, 12−10, 6−3, 6−4    |
| Finalista | 10.  | 7 de setembre de 1967  | Durban, Sud-àfrica                  | Dura         | Ken Rosewall       | 4−6, 2−6                |
| Guanyador | 6.   | 10 de juny de 1968     | Kent, Regne Unit                    |              | Roy Emerson        | 6−3, 6−1                |
| Guanyador | 7.   | 30 de desembre de 1968 | Hobart, Austràlia                   | Gespa        | Tony Roche         | 6−3, 0−6, 6−4, 6−1      |
| Guanyador | 8.   | 16 de juny de 1969     | Londres, Regne Unit                 | Gespa        | John Newcombe      | 6−3, 22−20              |
| Finalista | 11.  | 5 d'abril de 1971      | Johannesburg, Sud-àfrica            |              | Ken Rosewall       | 4−6, 0−6, 4−6           |
| Finalista | 12.  | 2 d'abril de 1973      | River Oaks, Estats Units            |              | Ken Rosewall       | 4−6, 1−6, 5−7           |
| Guanyador | 9.   | 19 de novembre de 1973 | Christchurch, Nova Zelanda          |              | Brian Gottfried    | 7−6, 6−4, 6−1           |

### Dobles masculins: 41 (22−19)
| Títols per superfície |
| --------------------- |
| Dura (4−5)            |
| Gespa (8−7)           |
| Terra batuda (7−2)    |
| Moqueta (2−3)         |

| Resultat  | Núm. | Data                   | Torneig                             | Superfície   | Parella        | Oponents                          | Marcador                    |
| --------- | ---- | ---------------------- | ----------------------------------- | ------------ | -------------- | --------------------------------- | --------------------------- |
| Finalista | 1.   | 26 de juny de 1961     | Wimbledon, Regne Unit               | Gespa        | Bob Hewitt     | Roy Emerson Neale Fraser          | 4−6, 8−6, 4−6, 8−6, 6−8     |
| Guanyador | 1.   | 1961                   | Barcelona, Espanya                  | Terra batuda | Bob Hewitt     | Bob Mark Manuel Santana           | 2−6, 6−3, 6−4, 6−4          |
| Finalista | 2.   | 15 de gener de 1962    | Australian Championships, Austràlia | Gespa        | Bob Hewitt     | Roy Emerson Neale Fraser          | 6−4, 6−4, 1−6, 4−6, 9−11    |
| Finalista | 3.   | 1962                   | Barcelona                           | Terra batuda | Bob Hewitt     | Roy Emerson Neale Fraser          | 6−8, 6−8, 4−6               |
| Finalista | 4.   | 16 de juny de 1962     | Fort Worth, Estats Units            | Dura         | Roy Emerson    | Rafael Osuna Antonio Palafox      | 1−6, 4−6                    |
| Guanyador | 2.   | 25 de juny de 1962     | Wimbledon                           | Gespa        | Bob Hewitt     | Boro Jovanović Nikola Pilić       | 6−2, 5−7, 6−2, 6−4          |
| Guanyador | 3.   | 9 de gener de 1963     | Australian Championships            | Gespa        | Bob Hewitt     | Ken Fletcher John Newcombe        | 6−2, 3−6, 6−3, 3−6, 6−3     |
| Guanyador | 4.   | 13 de gener de 1964    | Australian Championships (2)        | Gespa        | Bob Hewitt     | Roy Emerson Ken Fletcher          | 6−4, 7−5, 3−6, 4−6, 14−12   |
| Guanyador | 5.   | 22 de juny de 1964     | Wimbledon (2)                       | Gespa        | Bob Hewitt     | Roy Emerson Ken Fletcher          | 7−5, 11−9, 6−4              |
| Finalista | 5.   | 22 de gener de 1965    | Australian Championships (2)        | Gespa        | Roy Emerson    | John Newcombe Tony Roche          | 6−3, 6−4, 11−13, 3−6, 4−6   |
| Guanyador | 6.   | 17 de maig de 1965     | Internationaux de France, França    | Terra batuda | Roy Emerson    | Ken Fletcher Bob Hewitt           | 6−8, 6−3, 8−6, 6−2          |
| Guanyador | 7.   | 3 de setembre de 1965  | US Championships, Estats Units      | Gespa        | Roy Emerson    | Frank Froehling Charlie Pasarell  | 6−4, 10−12, 7−5, 7−3        |
| Finalista | 6.   | 19 de setembre de 1965 | Fort Worth (2)                      | Dura         | Roy Emerson    | Arthur Ashe Hamilton Richardson   | 6−3, 12−14, 4−6             |
| Guanyador | 8.   | 1966                   | Barcelona (2)                       | Terra batuda | Roy Emerson    | Thomaz Koch José Edison Mandarino | 9−7, 6−4                    |
| Guanyador | 9.   | 1966                   | Roma, Itàlia                        | Terra batuda | Roy Emerson    | Nicola Pietrangeli Cliff Drysdale | 6−4, 12−10, 6−3             |
| Guanyador | 10.  | 21 de gener de 1966    | Australian Championships (3)        | Gespa        | Roy Emerson    | John Newcombe Tony Roche          | 7−9, 6−3, 6−8, 14−12, 12−10 |
| Guanyador | 11.  | 1 de setembre de 1966  | US Championships (2)                | Gespa        | Roy Emerson    | Clark Graebner Dennis Ralston     | 6−4, 6−4, 6−4               |
| Guanyador | 12.  | 27 de maig de 1968     | Internationaux de France (2)        | Terra batuda | Ken Rosewall   | Roy Emerson Rod Laver             | 6−3, 6−4, 6−3               |
| Finalista | 7.   | 24 de juny de 1968     | Wimbledon (2)                       | Gespa        | Ken Rosewall   | John Newcombe Tony Roche          | 6−3, 6−8, 7−5, 12−14, 3−6   |
| Guanyador | 13.  | 16 de setembre de 1968 | Los Angeles, Estats Units           | Dura         | Ken Rosewall   | Cliff Drysdale Roger Taylor       | 7−5, 6−1                    |
| Guanyador | 14.  | 11 de novembre de 1968 | Buenos Aires, Argentina             | Terra batuda | Andrés Gimeno  | Roy Emerson Rod Laver             | 6−3, 4−6, 7−5, 6−1          |
| Finalista | 8.   | 30 de desembre de 1968 | Hobart, Austràlia                   | Gespa        | Tony Roche     | Malcolm Anderson Roger Taylor     | 5−7, 3−6, 6−4, 6−1, 4−6     |
| Finalista | 9.   | 20 de gener de 1969    | Australian Championships (3)        | Gespa        | Ken Rosewall   | Rod Laver Roy Emerson             | 4−6, 4−6                    |
| Guanyador | 15.  | 28 d'agost de 1969     | US Open (3)                         | Gespa        | Ken Rosewall   | Charlie Pasarell Dennis Ralston   | 2−6, 7−5, 13−11, 6−3        |
| Finalista | 10.  | 20 d'abril de 1970     | Dallas, Estats Units                | Moqueta (i)  | Ken Rosewall   | Roy Emerson Warren Jacques        | 4−6, 8−6, 4−6               |
| Finalista | 11.  | 22 de juny de 1970     | Wimbledon (3)                       | Gespa        | Ken Rosewall   | John Newcombe Tony Roche          | 8−10, 3−6, 1−6              |
| Finalista | 12.  | 10 d'agost de 1970     | Toronto, Canadà                     | Terra batuda | Cliff Drysdale | Bill Bowrey Marty Riessen         | 3−6, 2−6                    |
| Finalista | 13.  | 26 de juliol de 1971   | Louisville, Estats Units            |              | Ken Rosewall   | Roy Emerson Rod Laver             | 4−6, 4−6                    |
| Finalista | 14.  | 27 de setembre de 1971 | Berkeley, Estats Units              | Dura         | Ken Rosewall   | Roy Emerson Rod Laver             | 3−6, 3−6                    |
| Guanyador | 16.  | 15 de novembre de 1971 | Bolonya, Itàlia                     | Moqueta (i)  | Ken Rosewall   | Frew McMillan Robert Maud         | 6−7, 6−2, 6−3, 6−3          |
| Finalista | 15.  | 10 d'abril de 1972     | Houston, Estats Units               |              | Ken Rosewall   | Roy Emerson Rod Laver             | 3−6, 3−6                    |
| Guanyador | 17.  | 10 de juliol de 1972   | Bretton Woods, Estats Units         | Dura         | John Alexander | Nikola Pilić Cliff Richey         | 7−6, 7−6                    |
| Finalista | 16.  | 20 d'agost de 1972     | Fort Worth (3)                      | Dura         | Ken Rosewall   | Tom Okker Marty Riessen           | 2−6, 2−6                    |
| Guanyador | 18.  | 23 d'octubre de 1972   | Vancouver, Canadà                   | Dura         | John Newcombe  | Cliff Drysdale Allan Stone        | 7−6, 6−0                    |
| Guanyador | 19.  | 2 de desembre de 1972  | Johannesburg, Sud-àfrica            | Dura         | John Newcombe  | Terry Addison Robert Carmichael   | 6−3, 6−4                    |
| Finalista | 17.  | 29 de gener de 1973    | Milà, Itàlia                        | Moqueta (i)  | Ken Rosewall   | Tom Okker Marty Riessen           | 3−6, 3−6                    |
| Guanyador | 20.  | 26 de febrer de 1973   | Chicago, Estats Units               |              | Ken Rosewall   | Ismail El Shafei Brian Fairlie    | 6−7, 6−4, 6−2               |
| Guanyador | 21.  | 9 d'abril de 1973      | Cleveland, Estats Units             | Moqueta (i)  | Ken Rosewall   | Ismail El Shafei Brian Fairlie    | 6−2, 6−3                    |
| Finalista | 18.  | 14 de maig de 1973     | Las Vegas, Estats Units             | Dura         | Ken Rosewall   | Brian Gottfried Dick Stockton     | 7−6, 4−6, 4−6               |
| Guanyador | 22.  | 23 de juliol de 1973   | Bretton Woods (2)                   | Terra batuda | Rod Laver      | Robert Carmichael Frew McMillan   | 7−6, 4−6, 7−5               |
| Finalista | 19.  | 2 de novembre de 1982  | Baltimore, Estats Units             | Moqueta (i)  | Vijay Amritraj | Anand Amritraj Tony Giammalva     | 5−7, 2−6                    |

### Dobles mixts: 20 (13−7)
| Títols per superfície |
| --------------------- |
| Dura (2−0)            |
| Gespa (9−0)           |
| Terra batuda (2−0)    |

| Resultat  | Núm. | Data                  | Torneig                             | Superfície   | Parella          | Oponents                           | Marcador      |
| --------- | ---- | --------------------- | ----------------------------------- | ------------ | ---------------- | ---------------------------------- | ------------- |
| Guanyador | 1.   | 17 de març de 1961    | Grafton, Austràlia                  | Terra batuda | Lesley Turner    | Margaret Smith Ken Binns           | 6−1, 8−6      |
| Guanyador | 2.   | 26 de juny de 1961    | Wimbledon, Regne Unit               | Gespa        | Lesley Turner    | Edda Buding Robert Howe            | 11−9, 6−2     |
| Guanyador | 3.   | 15 de gener de 1962   | Australian Championships, Austràlia | Gespa        | Lesley Turner    | Darlene Hard Roger Taylor          | 6−3, 9−7      |
| Guanyador | 4.   | 7 de maig de 1962     | Roma, Itàlia                        | Terra batuda | Lesley Turner    | Madonna Schacht S. Davidson        | 6−4, 6−1      |
| Finalista | 1.   | 21 de maig de 1962    | Internationaux de France, França    | Terra batuda | Lesley Turner    | Renee Schuurman Robert Howe        | 6−3, 4−6, 4−6 |
| Guanyador | 5.   | 24 de juliol de 1962  | Haverford, Estats Units             | Gespa        | Margaret Smith   | ·                                  |               |
| Guanyador | 6.   | 31 d'agost de 1962    | US Championships, Estats Units      | Gespa        | Margaret Smith   | Lesley Turner Frank Froehling      | 7−5, 6−2      |
| Finalista | 2.   | 9 de gener de 1963    | Australian Championships            | Gespa        | Lesley Turner    | Margaret Smith Ken Fletcher        | 5−7, 7−5, 4−6 |
| Finalista | 3.   | 13 de maig de 1963    | Internationaux de France (2)        | Terra batuda | Lesley Turner    | Margaret Smith Ken Fletcher        | 1−6, 2−6      |
| Guanyador | 7.   | 3 de febrer de 1964   | Auckland, Nova Zelanda              | Gespa        | Margaret Smith   | Jan Lehane John Newcombe           | 6−4, 6−4      |
| Finalista | 4.   | 18 de maig de 1964    | Internationaux de France (3)        | Terra batuda | Lesley Turner    | Margaret Smith Ken Fletcher        | 3−6, 4−6      |
| Guanyador | 8.   | 22 de juny de 1964    | Wimbledon (2)                       | Gespa        | Lesley Turner    | Margaret Smith Ken Fletcher        | 6−4, 6−4      |
| Guanyador | 9.   | 3 de setembre de 1965 | US Championships (2)                | Gespa        | Margaret Smith   | Judy Tegart Frank Froehling        | 6−4, 6−4      |
| Guanyador | 10.  | 28 de març de 1966    | Johannesburg, Sud-àfrica            | Dura         | Margaret Smith   | Billie Jean King Frew McMillan     | 6−4, 7−5      |
| Finalista | 5.   | 1 d'agost de 1966     | Hamburg, Alemanya Occidental        | Terra batuda | Maria Bueno      | Margaret Smith John Newcombe       | 6−4, 5−7, 3−6 |
| Finalista | 6.   | 20 de gener de 1969   | Open d'Austràlia (2)                | Gespa        | Ann Haydon-Jones | Margaret Smith Court Marty Riessen |               |
| Guanyador | 11.  | 23 de juny de 1969    | Wimbledon (3)                       | Gespa        | Ann Haydon-Jones | Judy Tegart Tony Roche             | 6−2, 6−3      |
| Guanyador | 12.  | 5 d'abril de 1971     | Johannesburg (2)                    | Dura         | Margaret Smith   | Pat Walkden Ray Ruffels            | 6−3, 7−6      |
| Guanyador | 13.  | 5 de juliol de 1971   | Dublín, Irlanda                     | Gespa        | Evonne Goolagong | Margaret Smith Owen Davidson       | 6−3, 6−2      |
| Finalista | 7.   | 25 d'octubre de 1975  | US Open                             | Terra batuda | Billie Jean King | Rosie Casals Dick Stockton         | 3−6, 7−6, 3−6 |

### Equips: 5 (4−1)
| Resultat  | Núm. | Data                        | Torneig                                 | Superfície   | Equip                                  | Oponents                                                            | Marcador |
| --------- | ---- | --------------------------- | --------------------------------------- | ------------ | -------------------------------------- | ------------------------------------------------------------------- | -------- |
| Guanyador | 1.   | 26 − 28 de desembre de 1961 | Copa Davis, Melbourne, Austràlia        | Gespa        | Roy Emerson Neale Fraser Rod Laver     | Sergio Jacobini Nicola Pietrangeli Orlando Sirola Sergio Tacchini   | 5−0      |
| Finalista | 1.   | 26 − 28 de desembre de 1963 | Copa Davis, Adelaida, Austràlia         | Gespa        | Roy Emerson Neale Fraser John Newcombe | Frank Froehling Chuck McKinley Dennis Ralston Marty Riessen         | 2−3      |
| Guanyador | 2.   | 25 − 28 de setembre de 1964 | Copa Davis, Cleveland, Estats Units (2) | Terra batuda | Roy Emerson John Newcombe Tony Roche   | Arthur Ashe Chuck McKinley Dennis Ralston Marty Riessen             | 3−2      |
| Guanyador | 3.   | 27 − 29 de setembre de 1965 | Copa Davis, Sydney, Austràlia (3)       | Gespa        | Roy Emerson John Newcombe Tony Roche   | José Luís Arilla Juan Manuel Couder Juan Gisbert Manuel Santana     | 4−1      |
| Guanyador | 4.   | 26 − 28 de setembre de 1966 | Copa Davis, Melbourne (4)               | Gespa        | Roy Emerson John Newcombe Tony Roche   | Ramanathan Krishnan Premjit Lall Shiv-Prakash Misra Jaidip Mukerjea | 4−1      |

## Trajectòria

### Individual
| Torneig | 1958 | 1959 | 1960 | 1961 | 1962 | 1963 | 1964 | 1965 | 1966 | 1967 | 1968 | 1969 | 1970 | 1971 | 1972 | 1973 | 1974 | 1975 | 1976 | 1977 | 1977 | 1978 | Títols |
| --- | ---- | ---- | ---- | ---- | ---- | ---- | ---- | ---- | ---- | ---- | ---- | ---- | ---- | ---- | ---- | ---- | ---- | ---- | ---- | ---- | ---- | ---- | ------ |
| Open d'Austràlia | 1R   | A    | 1R   | SF   | QF   | SF   | F    | F    | SF   | A    | A    | QF   | A    | 4R   | A    | A    | A    | A    | A    | A    | A    | A    | 0 / 10 |
| Roland Garros | A    | A    | 2R   | 3R   | 4R   | 2R   | 4R   | G    | QF   | A    | 2R   | QF   | A    | A    | A    | A    | A    | A    | A    | A    | A    | A    | 1 / 9  |
| Wimbledon | A    | A    | 1R   | 2R   | 3R   | F    | F    | F    | 2R   | A    | 4R   | 4R   | 1R   | 4R   | A    | A    | A    | A    | A    | A    | A    | 1R   | 0 / 12 |
| US Open | A    | A    | A    | A    | 2R   | A    | F    | 2R   | G    | A    | 2R   | QF   | 3R   | A    | QF   | A    | A    | 1R   | A    | 2R   | 2R   | A    | 1 / 10 |
| Llegenda: G: Guanyador; F: Finalista; SF: Semifinalista; QF: Quarts de final; Q: Qualificació; A: Absent; RR: Round Robin; |      |      |      |      |      |      |      |      |      |      |      |      |      |      |      |      |      |      |      |      |      |      |        |

### Dobles
| Open d'Austràlia |   | F | G | G | F | G |  | A  | F  | A  | QF | A  | A | A | A  | A  | A | A | A  | A  | A  | A  | A  | A  | 3 / 7  |
| Roland Garros |   |   |   |   | G |   |  | G  | QF | A  | A  | A  | A | A | A  | A  | A | A | A  | 1R | QF | A  | A  | A  | 2 / 5  |
| Wimbledon | F | G |   | G |   |   |  | F  | 4R | F  | QF | A  | A | A | A  | A  | A | A | 1R | 1R | 4R | A  | A  | A  | 2 / 9  |
| US Open |   |   |   |   | G | G |  | 4R | G  | SF | A  | 4R | A | A | 1R | 4R | A | A | 2R | SF | QF | SF | 2R | 1R | 3 / 14 |
| Llegenda: G: Guanyador; F: Finalista; SF: Semifinalista; QF: Quarts de final; Q: Qualificació; A: Absent; RR: Round Robin; |   |   |   |   |   |   |  |    |    |    |    |    |   |   |    |    |   |   |    |    |    |    |    |    |        |